# 강릉원주대학교 제32대 총학생회 청춘인 학생회비 차익 횡령 사건
강릉원주대학교 제32대 총학생회 청춘인 학생회비 차익 횡령 사건은 강릉원주대학교의 총학생회 직무를 수행하던 청춘인이 학생회비 관련 장부를 조작하여 발생한 차익을 횡령하고, 리베이트 수수 의혹을 낳은 사건이다.
2016년 발생한 사건으로, 강릉원주대학교 총학생회 횡령 사건 등으로 부르기도 한다. 뉴시스, 연합뉴스, 중앙일보 등 주요 언론사에서 심도있게 다루었으며, 이 사건으로 강릉원주대학교 총학생회 전원이 사퇴하였고, 총학생회장 신씨는 혐의가 상당 부분 인정되어 검찰의 수사를 받고 형이 집행되었다. 이 사건 등을 시작으로 대학사회의 만연한 횡령 문화에 대해 사회적으로 관심도가 집중되는 효과가 일어났다.

## 배경

### 대동제
2016년 5월 26일부터 27일까지 강릉원주대학교 축제인 대동제가 이루어졌다. 축제동안 각 단과대학과 학과에서 필요한 물품은 총학생회에서 해 업체로부터 매입한 후 필요 단위에게 전달하여 회계 처리한 것으로 알려졌다.

### 횡령 의혹 제기
축제가 종료된 지 약 4개월 후인 9월 23일, 강릉원주대학교 강릉캠퍼스의 인문대학, 사회과학대학, 자연과학대학 등 3개 단과대학생회장이 총학생회장측에게 축제 장부 조작으로 인한 차익 횡령과, 업체로부터 수수받은 리베이트 금액에 대해 해명할 것을 요구했다. 3명의 단과대학생회장은 축제 주류 공급사의 아웃소싱 업체의 영업사원과 가진 회식에서 관련 의혹을 전해 듣고 총학생회측에 해명을 요구하기 위해 소셜 미디어상에서 요구를 공론화하였다.

## 전개

### 혐의 인정 및 총학생회 사퇴
의혹이 공론화된 지 3일 후인 9월 26일, 총학생회장 및 임원진은 강릉캠퍼스 비령아트홀에서 설명회를 개최하고 공론화된 혐의 대부분을 인정하였다. 당시 설명회에서 총학생회장 신씨는, 주류의 실제 시세와 판매가의 차이를 이용해 장부를 조작해 차익을 횡령했고, 금액은 약 1,800만원에 달한다고 설명했다. 이어 이전 총학생회에서부터 이어진 일종의 관습 같은 것이라고 발언하여 큰 파문이 일었다.
설명회 당시에 약 1,800만원을 신씨 개인이 모두 착복했는지, 학생회가 나누어 가졌는지에 대한 자세한 것은 밝혀지지 않았다. 다만, 일부 언론사와 학생들 사이에서는 주류 뿐만 아니라 축제에서만 사용된 모든 물품의 공급을 총학생회에서 주관했기 때문에 축제에서 사용된 모든 물품을 고려하면, 약 2,600만 원을 횡령한 것이 아니냐는 주장이 제기되었고, 강릉원주대학교신문사의 취재에 따라 사실인 것으로 알려졌다.
한편, 총학생회를 감사하여야 하는 총대의원회가 회계 장부를 명확히 감사하지 않은 점에 대해 학생사회에서 질타가 이어졌다. 일각에서는 일부러 넘어가 준 것이 아니냐는 주장이 제기되었지만, 9월 28일, 총대의원회는 입장을 내고 사실이 아니라고 해명했다. 총학생회가 혐의를 인정한 사흘 뒤인 29일 개최된 총대의원회에서 총학생회장 해임을 의결하고, 곧 총학생회 임원 전원이 총사퇴했다.

### 배임금 증언과 혐의 불인정
한편, 총학생회비 장부 조작 외에 배임금을 착복했다는 주장에 대하여는, 주류 관련 업체 영업직원이 배임금을 지급했다는 증언이 나온 것으로 알려졌다. 증언에 따르면, 축제에서 사용된 소주만 계산해도 약 360만의 배임금이 만들어지는 것으로 알려졌다.
전 총학생회장인 신씨는 배임금 수수 의혹은 사실과 다르다며 혐의를 인정하지 않는 것으로 알려졌다.

### 학생 운동 발발
총학생회의 횡령과 배임금 수수 혐의가 사실로 드러나자 학생들은 교내 곳곳에서 규탄의 움직임을 벌이기 시작했다. '청춘인문학'이라 칭하는 비공식 학생 집단은 "아직 더 많은 비리가 있을 것"이라면서, 연예인 섭외 등 아직 밝혀지지 않은 총학생회 예산 집행 내역의 공개, 단과대학 예산 집행 내역의 공개, 교직원과의 관련 루머 등에 대해 청춘인과 대학본부측의 해명을 요구했다.
사퇴한 총학생회 대신 강릉원주대학교 총동아리연합회장을 중심으로 비상대책위원회를 발족하고, 형사 고소장 접수를 실시하였다. 12월 26일, 강릉경찰서에서 사건을 검찰에 송치한 것으로 알려졌다.

### 수사 착수와 결과, 영향
결국 사건의 중대성과 형사 고소장을 접수 받은 검찰과 경찰이 사건 수사에 착수했다. 전 총학생회장은 혐의에 대하여 상당 부분 인정하였으나, 여전히 배임금 수수 의혹은 사실과 다르다며 부정하는 것으로 알려졌다.
혐의가 인정되어 기소되었고, 공판이 진행되어 최종적으로 벌금형이 집행되었다는 보도가 나왔다.
사건 자체로는 2016년, 대학 학사 비리를 사회적으로 공론화시키는데 기여했으며, 학생들 사이에서는 더 있을지 모르는 비리에 대한 규명 및 해명 요구가 빗발쳤고, 학생 자치 조직에 대한 비리 근절 쇄신과 투명한 조직이 되기 위한 노력이 필요하다는 의견이 대두되었다.
강릉원주대학교 제33대 총학생회 청소부는 실제로 이런 비리의 관행과 관습을 청산하기 위해 노력했으며, 학생 자치 조직 관련하여 다양한 구조 개편과 규정 개정 활동 등을 펼치며 학내 정상화에 힘썼다.

## 같이 보기
- 국립강릉원주대학교
- 한양대학교 제36대 체인지 포유 총학생회 학생회비 배임 및 횡령사건